# Gonomyia (Gonomyia) justa
Gonomyia (Gonomyia) justa is een tweevleugelige uit de familie steltmuggen (Limoniidae). De soort komt voor in het Oriëntaals gebied.